# Sint-Amatuskerk

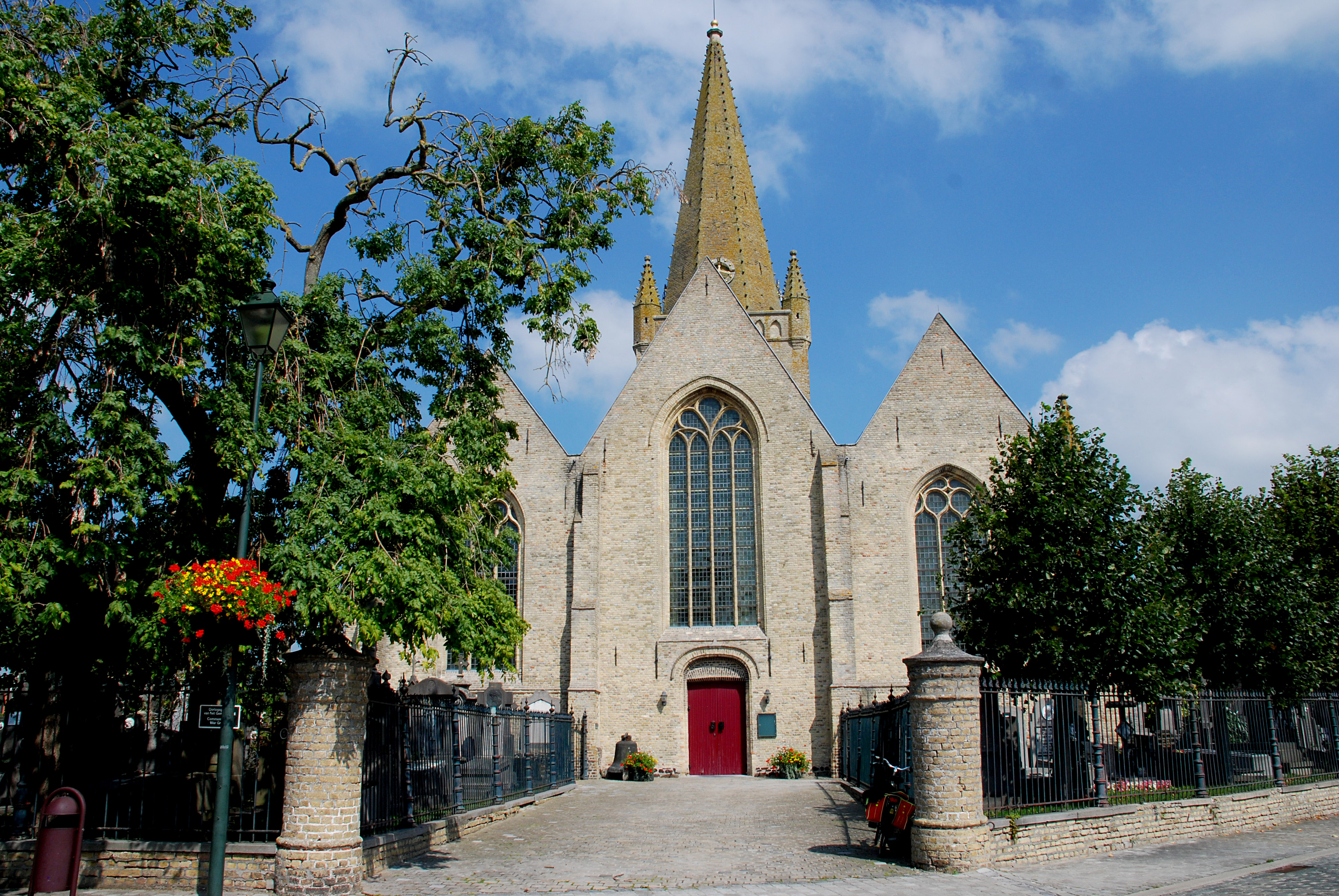
Sint-Amatuskerk

De Sint-Amatuskerk is de parochiekerk van de tot de West-Vlaamse gemeente Vleteren behorende plaats Oostvleteren, gelegen aan Oostvleterendorp.

## Geschiedenis
In 1076 ontstond de parochie door splitsing van Vleteren. Oorspronkelijk stond hier een romaans kerkgebouw waarvan de ijzerzandsteen werd gebruikt bij de bouw van de latere, 15e-eeuwse, kerk. Het is een driebeukige hallenkerk met vieringtoren. Deze heeft een vierkante plattegrond met hoektorentjes op de torenomgang. De kerk heeft een pseudotransept.
In 1977 is de kerk uitgebrand, waarbij het kerkmeubilair geheel werd verwoest. Daarna werd de kerk herbouwd.
De kerk wordt omringd door een kerkhof.